# Pompeia (Tochter des Sextus Pompeius)
Pompeia Magna (* um 42 v. Chr.) entstammte als Enkelin des römischen Triumvirn Gnaeus Pompeius Magnus dem Plebejergeschlecht der gens Pompeia. Sie war die Tochter des Sextus Pompeius und dessen Gattin Scribonia, der Tochter des Konsuls von 34 v. Chr., Lucius Scribonius Libo. Ihre Tante hieß ebenfalls Pompeia.
Als Sextus Pompeius im Sommer 39 v. Chr. im Vertrag von Misenum eine (vorübergehende) Verständigung mit den beiden Triumvirn Marcus Antonius und Octavian erzielte, wurde zur Bekräftigung der getroffenen Übereinkunft der drei Machthaber u. a. die Verlobung von Pompeia mit Marcus Claudius Marcellus, dem Sohn von Octavians Schwester Octavia Minor, beschlossen. Allerdings fand nie eine Heirat zwischen den zum Zeitpunkt ihrer Verlobung erst etwa dreijährigen Kleinkindern statt.
Die letzte erhaltene Nachricht über Pompeia ist, dass sie ihren Vater 36 v. Chr. begleitete, als er nach seiner endgültigen Niederlage gegen Octavian nach Kleinasien floh. Aufgrund fehlender Quellen ist Pompeias weiterer Lebenslauf unbekannt. In der Forschung ist die Vermutung aufgestellt worden, dass sie die Gemahlin des Lucius Scribonius Libo, des Sohns des gleichnamigen Konsuls von 34 v. Chr., wurde. In diesem Fall hätte sie ihren Oheim mütterlicherseits geehelicht und wäre von ihm Mutter von mindestens drei Kindern geworden: Lucius Scribonius Libo, Konsul von 16 n. Chr., Marcus Scribonius Libo Drusus, der 16 n. Chr. unter Kaiser Tiberius Selbstmord beging, und Scribonia, die sich mit Marcus Licinius Crassus Frugi, dem Konsul von 27 n. Chr., vermählte. Neuere Rekonstruktionen  nehmen jedoch an, dass es sich dabei um eine Cousine  der Tochter des Sextus Pompeius handelte, Tochter des Suffektkonsuls 32 v. Chr., Lucius Cornelius Cinna, und der Tochter des Gnaeus Pompeius Magnus.